# ارتورو انيجيليس
أرتورو أنجيليس (من مواليد 12 سبتمبر 1953) هو حكم كرة قدم متقاعد من الولايات المتحدة. أشرف على مباراة واحدة ( الأرجنتين - اليونان ) خلال مونديال 1994.

## النشأة
ولد أنجيليس في مكسيكو سيتي.  أثناء دراسته للهندسة في جامعة جنوب كاليفورنيا، لعب لفريق الجامعة كحارس مرمى.  أصبح فيما بعد مهندسًا مدنيًا وعمل في إدارة المياه والطاقة في لوس أنجلوس أثناء إقامته في تمبل سيتي، كاليفورنيا.  
بدأ التحكيم في عام 1973، بدءاً من بطولات المدارس الثانوية. انضم إلى برنامج حكام اتحاد كرة القدم الأمريكي في عام 1975، وانتقل إلى دوري أمريكا الشمالية لكرة القدم.  حصل على شارة FIFA في 1 يناير 1988.  حكم في بطولة العالم للشباب 1989 FIFA في المملكة العربية السعودية، وحكم مباراة الأرجنتين والنرويج.  في عام 1990، تمت إضافته إلى قائمة FIFA للحكام المحتملين لكأس العالم 1994، وكان في النهاية من بين الحكام الـ 24 الذين تم اختيارهم.  أدار مباراتين في كأس الكونكاكاف الذهبية 1991 ومباراتين في أولمبياد صيف 1992 ومباراة واحدة في كوبا أمريكا 1993. 
اثناء التحضير لكأس العالم 1994، أُجبر أنجيليس على الاستعداد بمفرده لأن الولايات المتحدة لم يكن لديها دوري وطني في ذلك الوقت لذلك أدار مباريات دولية ودية في لوس أنجلوس.  حكم لاحقًا في الدوري الأمريكي لكرة القدم الجديد، واختير حكمًا لنهائي كأس الولايات المتحدة المفتوحة عام 1998.  تقاعد في عام 2008. 

## روابط خارجية
- Arturo Angeles at WeltFussball.de على موقع واي باك مشين (نسخة محفوظة September 29, 2007) باللغة الألمانية
- أرتورو أنجيليس referee profile at WorldFootball.net
- أرتورو أنجيليس referee profile at Soccerway
- أرتورو أنجيليس at WorldReferee.com